# Gastone (Petrolini)
Gastone è una commedia musicale teatrale di Ettore Petrolini, rappresentata per la prima volta nel 1924 al teatro Arena del Sole di Bologna. Si tratta di una satira, ironica ed amara, della società dello spettacolo degli anni venti, e dei personaggi meschini, avidi, invidiosi e gretti che vi fanno parte. Esemplare rappresentante di questo mondo di presunti artisti è il protagonista, appunto Gastone, istrionico e carismatico attore di varietà di infima categoria, dalla affabulante parlantina romanesca, squattrinato, dedito a mille vizi, corteggiatore di tutte le soubrette e ballerine, dai modi esagerati e teatrali ma fondamentalmente malinconico e solo.

## Trama
Gastone, attore di varietà d'avanspettacolo, in declino ma convinto di essere ancora una stella, scopre in una ingenua e bella ragazza del popolo, Lucia, un notevole talento musicale, e decide di farne la protagonista di uno spettacolo. Gastone cerca di irretire la giovane Lucia (per mettere le mani sulle fortune della famiglia) con la promessa di farla diventare una diva del teatro, ma non riuscirà a mantenere le promesse tantoché nel finale Gastone viene denunciato alle autorità. 

## Il personaggio
Il personaggio di Gastone trae origine da una delle numerose macchiette create da Petrolini negli anni '10, Il bell'Arturo, parodia del giovane affettato, svenevole e un po' stupido. Gastone nasce quindi dapprima come macchietta a sé stante, e diventa solo successivamente il protagonista dell'omonima commedia.

## Interpreti
Il personaggio di Gastone, il cui atteggiamento, un insieme di un modo di fare istrionico e di una presenza scenica esagerata, è divenuto uno stereotipo comico, è stato portato sul palco e sul grande schermo da alcuni grandi attori romani: al cinema ne fu interprete Alberto Sordi nel film di Mario Bonnard nel 1960, a teatro ne hanno invece vestito i panni interpreti come Fiorenzo Fiorentini, Mario Scaccia, Gigi Proietti e Massimo Venturiello (quest'ultimo in coppia con la cantante Tosca nei panni di Lucia).

## Adattamenti
Il regista Mario Bonnard diresse nel 1960 una versione cinematografica omonima, Gastone, con Alberto Sordi nel ruolo interpretato originariamente da Petrolini.